# Максимовка (Снигирёвский район)
Максимовка (укр. Максимівка) — село в Снигирёвском районе Николаевской области Украины.
Основано в 1873 году. Население по переписи 2001 года составляло 239 человек. Телефонный код — 5162.

## Местный совет
57334, Николаевская обл., Снигирёвский р-н, с. Киселёвка, ул. Кирова, 10